# Kyabé
Kyabé este un oraș din Ciad. Conform recensământului din 1993, Kyabé avea 11900 locuitori.